# FC Wil/Saison 1993/94
Dieser Artikel hat den FC Wil in der Saison 1993/94 zum Thema. Es handelt sich dabei um die zweite Saison der Wiler in der zweithöchsten Liga (Nationalliga B), nachdem sie in der Saison 1991/92 aufgestiegen waren.

## Ausgangslage
In ihrer ersten Nationalliga-B-Saison 1992/93 waren die Wiler sogleich in die Auf-/Abstiegsrunde gelangt, wo sie allerdings den letzten Platz belegten und in der zweithöchsten Liga (NLB) verblieben. Zum Saisonende verliess Christian Gross den Verein, er war bis zur Winterpause noch als Spielertrainer tätig. Neuer Trainer wurde Walter Iselin. Der Verein fing an, seinen Amateurbetrieb in einen Profiverein umzubauen. Die Wiler wurden wiederum der Ostgruppe der Nationalliga B zugewiesen.

## Saisonverlauf

### Qualifikationsrunde
Die Saison eröffneten die Wiler mit einem Testspiel gegen die Bundesligamannschaft von Bayer 04 Leverkusen, das deutlich mit 0:4 verloren ging. Beim Munot-Cup verloren die Wiler beim Spiel um Platz drei gegen den gastgebenden FC Schaffhausen. Die letzte Vorbereitungspartie spielten die Wiler gegen den FC St. Gallen, der in der Saison zuvor in die NLB abgestiegen war. Das Spiel ging 2:2 aus.
Die erste Runde der Meisterschaft spielten die Wiler beim FC Schaffhausen. Nachdem die Wiler zur Pause noch mit 0:1 in Führung gelegen hatten, verloren sie das Spiel noch mit 3:1. Beim ersten Heimspiel der Saison traf das Team auf die AC Bellinzona. Das Spiel endete mit einem 1:1-Unentschieden. Andreas Weder vom Giornale del Popolo sprach von einem hart erkämpften Unentschieden der Tessiner und störte sich an der schwachen Verteidigung der Granata. Beim Derby in Gossau sahen 3100 Personen im Publikum den 3:1-Sieg der Wiler. Das Spiel beim FC Chiasso ging torlos aus. Es hätte aber auch anders kommen können, denn Buhl traf in der 73. Minute nur den Pfosten. Ein Tor der Tessiner sei wegen eines «angeblich» vom Schiedsrichterassistenten festgestellten Abseits aberkannt worden und diese hätten auch sonst nicht geschafft, trotz Überlegenheit ein Tor zu machen, meinte Loris Toppi vom Giornale del Popolo. In der nächsten Runde gewannen die Wiler gegen den FC Winterthur zuhause mit 2:0. Beide Tore erzielte Sven Schneider. Am Wochenende trafen die Wiler auswärts auf den FC Sursee. Gegen das Team vom Sempachersee verloren die Wiler 2:0. Beim Heimspiel gegen Locarno lagen die Wiler bereits nach 14 Minuten nach einem Foulpenalty 0:1 im Rückstand. Wenige Minuten später musste in der 18. Minute der Wiler Goalie Oberholzer nach einem unglücklichen Zusammenstoss ausgewechselt werden. Die Wiler konnten nach einer Steigerung in der zweiten Halbzeit trotzdem noch ein 1:1 erzwingen. Das Derby beim FC St. Gallen verloren die Wiler vor 5100 Zuschauern 1:0 nach einem Tor von Tamás Tiefenbach. Zuhause gegen den FC Baden gewannen die Wiler deutlich mit 4:0, auch nachdem Mark Disler nach einer Notbremse mit einer roten Karte vom Platz geflogen war. Gegen den FC Schaffhausen verloren die Wiler mit 1:3. Das zweite Aufeinandertreffen mit dem Kantonsrivalen FC Gossau ging zuhause torlos aus. Gegen den FC Chiasso konnten sich die Wiler lange halten und kassierten den Gegentreffer zum 1:0-Schlussstand schliesslich erst drei Minuten vor Schluss. Die Wiler platzierten sich mit dieser Niederlage im Mittelfeld der Liga auf Platz 6. Auch das Spiel gegen die AC Bellinzona ging knapp mit 3:2 verloren. Die Wiler hatten sogar mehr Tore als die Tessiner geschossen, allerdings war davon eines ein Eigentor. Beim Gastspiel Mitte Oktober beim FC Winterthur schauten für den FC Wil wieder einmal zwei Punkte heraus, als die Wiler 1:3 gewannen. Das Spiel gegen den FC Sursee lieferte allerdings wieder nur einen Punkt, als 1:1 gespielt wurde. Auswärts gegen Locarno (das Spiel wurde in Losone gespielt) verloren die Wiler trotz einer bemühten Leistung mit 1:0. Beim Kantonsderby mit dem FC St. Gallen kam es mit 3700 Zuschauern zum Saisonrekord in Wil. Die beiden Mannschaften trennten sich 1:1. Der FCSG konnte sich damit die Teilnahme an der Auf-/Abstiegsrunde sichern. Die Qualifikationen schlossen die Wiler mit einer 2:0-Niederlage beim FC Baden. Der FC Wil platzierte sich auf dem 8. und damit drittletzten Platz.

### Abstiegsrunde
Zur Abstiegsrunde der NLB wurden die Plätze drei bis zehn der Ost- und der Westgruppe «übers Kreuz» in zwei Gruppen gemischt. Entsprechend ihrer Platzierung erhielten die Teams jeweils Bonuspunkte mit. So gab es für die beiden Drittplatzierten jeweils acht Bonuspunkte. Die letzten drei beider Gruppen würden direkt absteigen. Die viertletzten Teams würden den letzten Absteiger mit einer Barrage unter sich ausmachen. Medien bezeichneten diesen Prozess als «Gesundschrumpfung». Der FC Wil startete somit mit drei Punkten in die Abstiegsrunde. Zusammen mit dem FC Wil landeten Chênois, Bellinzona, Monthey, Chiasso, Grenchen, Freiburg und Sursee in der Gruppe 2 der Abstiegsrunde. Entsprechend wurde das Team nochmals ergänzt. So kam im Januar 1994 mit dem damals 22-jährigen estnischen Nationaltorhüter Mart Poom ein kleiner Star nach Wil.  Weiter verliessen drei Stammspieler, Valentin Oberholzer, Patrick Tarnutzer und Sven Schneider, den Verein. Mit Pierre-André Schürmann wurde ein neuer Spieler angestellt, er wechselte vom FC Basel in die Ostschweiz.
In der Vorbereitung absolvierten die Wiler diverse Partien. So spielten sie 1:2 gegen den FC St. Gallen. Gegen Winterthur erreichten die Wiler immerhin ein 1:1-Unentschieden.
Der Auftakt zuhause gegen CS Chênois lief gut. Nachdem die Wiler zur Pause noch 0:1 im Rückstand gelegen waren, gelang es ihnen, das Spiel mit einem 2:1 noch zu gewinnen. In der zweiten Runde spielten die Wiler torlos 0:0. Die Freiburger Nachrichten machten den Platzverweis von Olivier Python in der 44. Minute dafür mitverantwortlich, dass das Spiel der Freiburger Mannschaft offenbar vollends entglitt. Ironischerweise wechselte Python nach der Saison ausgerechnet zum FC Wil. Gegen den Tabellennachbarn FC Chiasso konnten die Wiler zuhause 1:0 gewinnen, das entscheidende Tor erzielte Schürmann in der 76. Minute. Damit konnten sich die Wiler auf dem viertletzten Platz positionieren und waren für den Moment der Gefahr eines direkten Abstiegs entronnen. Anschliessend spielten sie gegen den FC Sursee und gewannen auch dieses Spiel mit 0:2. Die Luzerner Neuesten Nachrichten bezeichneten das Spiel als der «zweithöchsten Liga unwürdig», die Wiler Leistung als «glanzlos» und hielten fest, dass der FC Sursee keine einzige Torchance gehabt habe. Beim FC Grenchen verloren die Wiler erstmals in der Abstiegsrunde 4:1. Torhüter Mart Poom hatte bis zu diesem Spiel nur einen Gegentreffer in Diensten des FC Wil hinnehmen müssen. Beim Heimspiel gegen die AC Bellinzona konnten die Wiler wieder gewinnen. Andreas Weder bezeichnete den Wiler Boden als schlecht für die Tessiner Mannschaften, nachdem bereits zwei Wochen zuvor Chiasso gegen Wil verloren hatte. Er hob weiter hervor, dass die Wiler Verteidigung keine Mühe hatte, den Sturm der Granata zu neutralisieren, auch weil das Mittelfeld der ACB den Sturm nur ungenügend unterstützte. An zwei Wochenenden hintereinander spielten Wil und Monthey gegeneinander. Das erste Zusammentreffen in Wil konnten die Wiler mit einem frühen Treffer in der fünften Minute durch Paradiso für sich entscheiden. Das Resultat hielten sie – aus gegnerischer Sicht – eisern bis zum Schluss. Der Präsident von Monthey liess sich folgendermassen dazu zitieren:

« C’est incroyable, Wil est une bonne équipe. Mais ce soir ils on joué une football de rue. Leur longs coups de botte en avant constituent la preuve formelle qu’ils n’avaient qu’un seul souci: engrager les deux points. »

«Es ist unglaublich, Wil ist eine gute Mannschaft. Aber heute Abend haben sie Strassenfussball gespielt. Ihre langen Stösse nach vorne, haben bewiesen, dass sie nur ein Ziel hatten: Ihre zwei Punkte zu behalten.»

Auch das zweite Aufeinandertreffen, dieses Mal im Wallis, konnten die Wiler für sich entscheiden. Sie gewannen etwas deutlicher, allerdings fielen alle drei Wiler Tore zum 1:3 erst in der Schlussviertelstunde. Ende April spielten die Äbtestädter auswärts bei der AC Bellinzona und konnten wieder gegen die Tessiner mit 0:2 gewinnen. Enrico Cavadini erklärte sich die deutliche Niederlage gegen die «pragmatischen Wiler» mit dem Fehlen des Schlüsselspielers Benoît Thans. Die Wiler hatten sich mittlerweile auf den ersten Platz der Abstiegsrunde vorgekämpft, wo sie im Spitzenkampf auf den FC Grenchen stiessen. Der spätere Sportkommentator Sascha Ruefer und damalige Reporter des Bieler Tagblatts hob hervor, dass es kaum zu grossen Chancen kam, und bei den wenigen hätten die Grenchener den sich mit «Glanzparaden» wehrenden Torhüter Poom nicht zu bezwingen vermocht. Gegen den FC Sursee konnten die Wiler zuhause 2:1 gewinnen. Die nächste Partie gegen den FC Chiasso wurde am 14. Mai wegen unbespielbaren Terrains verschoben. Die Partie wurde am 17. Mai nachgeholt und ging 1:1 aus. Im zweitletzten Spiel gegen den FC Fribourg lagen die Wiler zur Pause 0:1 zurück, obwohl sich der Freiburger Torhüter Cédric Dumont in der zwölften Minute am Knie verletzt hatte, aber mangels Ersatztorhüter nicht ausgewechselt werden konnte. Die zweite Halbzeit begann mit einer Druckphase, in der es laut Freiburger Nachrichten «wie aus Kübeln» regnete. Pierre-André Schürmann (Zitat: «welch ein Laufwunder») konnte von einem Schnitzer der Freiburger Verteidigung profitieren und erzielte den Ausgleich. Damit platzierten sich die Wiler wieder auf Platz 1 der Abstiegsrunde, da die Grenchener gegen Chiasso nur 1:1 spielten. Ausserdem hatten die Wiler damit den Klassenerhalt gesichert. Im letzten Spiel auswärts gegen Chênois konnten die Wiler dementsprechend entspannt auftreten. Die Partie endete mit einer 3:1-Niederlage für die Wiler. Die Wiler konnten die Saison mit dem starken 1. Platz in der Abstiegsrunde beenden, obwohl sie mit gerade einmal drei Bonuspunkten gestartet waren. Mit sieben Toren war Pierre-André Schürmann ausserdem der geteilt zweitbeste Torschütze der Abstiegsrunde.

### Cup
In der zweiten Hauptrunde schieden die Wiler 1:0 nach Verlängerung gegen den unterklassigen FC Rorschach aus. In der 94. Minute verschossen die Wiler einen Foulpenalty und kassierten in der 112. Minute das 1:0 durch Grassi.

## Resultate

### Testspiele
| 13. Juli 1993 | FC Wil | 0:4                          | Bayer 04 Leverkusen | Stadion Bergholz, Wil Zuschauer: 1700 |
| 13. Juli 1993 |        | 23′ 70′ Kirsten 37′ 75′ Foda |                     | Stadion Bergholz, Wil Zuschauer: 1700 |

| 18. Juli 1993 | FC Schaffhausen | 1:0 | FC Wil | Stadion Breite, Schaffhausen |
| 18. Juli 1993 | Engesser 86′    |     |        | Stadion Breite, Schaffhausen |

| 20. Juli 1993 | FC Wil | 2:2 | FC St. Gallen | Stadion Bergholz, Wil |
| 20. Juli 1993 |        |     |               | Stadion Bergholz, Wil |

### Qualifikationsrunde
| 28. Juli 1993 | FC Schaffhausen                        | 3:1 | FC Wil     | Stadion Breite, Schaffhausen Zuschauer: 1234 Schiedsrichter: Herrmann, Hinterkappelen |
| 28. Juli 1993 | Engesser 63′ Guirao 82′ Allenspach 87′ |     | 16′ Hafner | Stadion Breite, Schaffhausen Zuschauer: 1234 Schiedsrichter: Herrmann, Hinterkappelen |

| 31. Juli 1993 | FC Wil             | 1:1 | AC Bellinzona | Stadion Bergholz, Wil Zuschauer: 1500 Schiedsrichter: Corno, Payerne |
| 31. Juli 1993 | Buhl 64′ (Penalty) |     | 46′ Zbinden   | Stadion Bergholz, Wil Zuschauer: 1500 Schiedsrichter: Corno, Payerne |

| 8. August 1993 | FC Gossau   | 1:3 | FC Wil                       | Sportanlage Buechenwald, Gossau SG Zuschauer: 3100 Schiedsrichter: Nussbaumer, Siebnen |
| 8. August 1993 | Höhener 24′ |     | 22′ Tarnutzer 69′ 89′ Hafner | Sportanlage Buechenwald, Gossau SG Zuschauer: 3100 Schiedsrichter: Nussbaumer, Siebnen |

| 14. August 1993 | FC Chiasso | 0:0 | FC Wil | Stadio Comunale, Chiasso Zuschauer: 800 Schiedsrichter: Detruche, Thônex |
| 14. August 1993 |            |     |        | Stadio Comunale, Chiasso Zuschauer: 800 Schiedsrichter: Detruche, Thônex |

| 18. August 1993 | FC Wil              | 2:0 | FC Winterthur | Stadion Bergholz, Wil Zuschauer: 1700 Schiedsrichter: Ruppen, Venthône |
| 18. August 1993 | Schneider 33′ 90+2′ |     |               | Stadion Bergholz, Wil Zuschauer: 1700 Schiedsrichter: Ruppen, Venthône |

| 21. August 1993 | FC Sursee                      | 2:0 | FC Wil | Schlottermilch, Sursee Zuschauer: 725 Schiedsrichter: Kellenberger, Effretikon |
| 21. August 1993 | Herberth 19′ Wermelinger 93+3′ |     |        | Schlottermilch, Sursee Zuschauer: 725 Schiedsrichter: Kellenberger, Effretikon |

| 25. August 1993 | FC Wil                | 1:1 | FC Locarno | Stadion Bergholz, Wil Zuschauer: 900 Schiedsrichter: Müller, Bern |
| 25. August 1993 | Sneekes 14′ (Penalty) |     | 63′ Hafner | Stadion Bergholz, Wil Zuschauer: 900 Schiedsrichter: Müller, Bern |

| 28. August 1993 | FC St. Gallen  | 1:0 | FC Wil | Espenmoos, St. Gallen Zuschauer: 5100 Schiedsrichter: Vollenweider, Wald |
| 28. August 1993 | Tiefenbach 57′ |     |        | Espenmoos, St. Gallen Zuschauer: 5100 Schiedsrichter: Vollenweider, Wald |

| 1. September 1993 | FC Wil                                         | 4:0 | FC Baden   | Stadion Bergholz, Wil Zuschauer: 1100 Schiedsrichter: Zuppinger, Bremgarten |
| 1. September 1993 | Besio 20′ Buhl 35′ (Penalty) 71′ Waldvogel 63′ |     | 34′ Disler | Stadion Bergholz, Wil Zuschauer: 1100 Schiedsrichter: Zuppinger, Bremgarten |

| 11. September 1993 | FC Wil       | 1:3 | FC Schaffhausen                         | Stadion Bergholz, Wil Zuschauer: 1700 Schiedsrichter: Barmettler, Oberrieden |
| 11. September 1993 | Paradiso 87′ |     | 60′ Ziffert 70′ Engesser 83′ Kuzmanovic | Stadion Bergholz, Wil Zuschauer: 1700 Schiedsrichter: Barmettler, Oberrieden |

| 2. Oktober 1993 | FC Wil | 0:0 | FC Gossau | Stadion Bergholz, Wil Zuschauer: 900 Schiedsrichter: Schlup, Grenchen |
| 2. Oktober 1993 |        |     |           | Stadion Bergholz, Wil Zuschauer: 900 Schiedsrichter: Schlup, Grenchen |

| 6. Oktober 1993 | FC Wil | 0:1       | FC Chiasso | Stadion Bergholz, Wil Zuschauer: 600 Schiedsrichter: Bettex, Echallens |
| 6. Oktober 1993 |        | 87′ Thoma |            | Stadion Bergholz, Wil Zuschauer: 600 Schiedsrichter: Bettex, Echallens |

| 9. Oktober 1993 | AC Bellinzona                 | 3:2 | FC Wil             | Stadio Comunale, Bellinzona Zuschauer: 1100 Schiedsrichter: Nussbaumer, Lachen |
| 9. Oktober 1993 | Brunner 33′ Wittebole 45′ 78′ |     | 58′ Buhl 85′ Besio | Stadio Comunale, Bellinzona Zuschauer: 1100 Schiedsrichter: Nussbaumer, Lachen |

| 16. Oktober 1993 | FC Winterthur | 1:3 | FC Wil                                     | Schützenwiese, Winterthur Zuschauer: 650 Schiedsrichter: Tollot, Pieterlen |
| 16. Oktober 1993 | Meier 24′     |     | 30′ Schneider 70′ (Penalty) Baur 84′ Besio | Schützenwiese, Winterthur Zuschauer: 650 Schiedsrichter: Tollot, Pieterlen |

| 23. Oktober 1993 | FC Wil   | 1:1 | FC Sursee | Stadion Bergholz, Wil Zuschauer: 650 Schiedsrichter: Nussbaumer, Siebnen |
| 23. Oktober 1993 | Giger 4′ |     | 85′ Besio | Stadion Bergholz, Wil Zuschauer: 650 Schiedsrichter: Nussbaumer, Siebnen |

| 31. Oktober 1993 | FC Locarno   | 1:0 | FC Wil | Saleggi, Losone Zuschauer: 300 Schiedsrichter: Ruppen, Siders |
| 31. Oktober 1993 | Pedrotti 59′ |     |        | Saleggi, Losone Zuschauer: 300 Schiedsrichter: Ruppen, Siders |

| 14. November 1993 | FC Wil       | 1:1 | FC St. Gallen | Stadion Bergholz, Wil Zuschauer: 3700 Schiedsrichter: Fölmli, Willisau |
| 14. November 1993 | Paradiso 62′ |     | 17′ Gilewicz  | Stadion Bergholz, Wil Zuschauer: 3700 Schiedsrichter: Fölmli, Willisau |

| 21. November 1993 | FC Baden                     | 2:0 | FC Wil | Stadion Esp, Baden AG Zuschauer: 350 Schiedsrichter: Schuppisser, Olten |
| 21. November 1993 | Sesa 63′ (Penalty) Zubko 72′ |     |        | Stadion Esp, Baden AG Zuschauer: 350 Schiedsrichter: Schuppisser, Olten |

### Testspiele
| 11. Februar 1994 | FC Wil                     | 1:2 | FC St. Gallen | Stadion Bergholz, Wil |
| 11. Februar 1994 | Gambino 82′ Tiefenbach 71′ |     | 60′ Fuchs     | Stadion Bergholz, Wil |

| 25. Februar 1994 | FC Winterthur | 1:1 | FC Wil | Schützenwiese, Winterthur |
| 25. Februar 1994 |               |     |        | Schützenwiese, Winterthur |

### Abstiegsrunde
| 6. März 1994 | FC Wil                   | 2:1 | CS Chênois  | Stadion Bergholz, Wil Zuschauer: 1100 Schiedsrichter: Cornu, Payern |
| 6. März 1994 | Hafner 64′ Schürmann 84′ |     | 29′ Baumann | Stadion Bergholz, Wil Zuschauer: 1100 Schiedsrichter: Cornu, Payern |

| 13. März 1994 | FC Fribourg | 0:0 | FC Wil | Stade Universitaire Saint-Léonard, Freiburg im Üechtland Zuschauer: 1050 Schiedsrichter: Schmid, Brig |
| 13. März 1994 | Python 44′  |     |        | Stade Universitaire Saint-Léonard, Freiburg im Üechtland Zuschauer: 1050 Schiedsrichter: Schmid, Brig |

| 20. März 1994 | FC Wil        | 1:0 | FC Chiasso | Stadion Bergholz, Wil Zuschauer: 950 Schiedsrichter: Fölmli, Willisau |
| 20. März 1994 | Schürmann 76′ |     |            | Stadion Bergholz, Wil Zuschauer: 950 Schiedsrichter: Fölmli, Willisau |

| 27. März 1994 | FC Sursee | 0:2                    | FC Wil | Schlottermilch, Sursee Zuschauer: 700 Schiedsrichter: Cornu, Lausanne |
| 27. März 1994 |           | 33′ Buhl 82′ Schürmann |        | Schlottermilch, Sursee Zuschauer: 700 Schiedsrichter: Cornu, Lausanne |

| 2. April 1994 | FC Grenchen                               | 4:1 | FC Wil       | Stadion Brühl, Grenchen Zuschauer: 800 Schiedsrichter: Kohli, Thörishaus |
| 2. April 1994 | Przybyło 39′ 50′ 84′ (Penalty) Wenger 76′ |     | 2′ Schürmann | Stadion Brühl, Grenchen Zuschauer: 800 Schiedsrichter: Kohli, Thörishaus |

| 9. April 1994 | FC Wil                      | 2:0 | AC Bellinzona | Stadion Bergholz, Wil Zuschauer: 800 Schiedsrichter: Risi, Lausanne |
| 9. April 1994 | Berdusco 32′ Perruchini 54′ |     |               | Stadion Bergholz, Wil Zuschauer: 800 Schiedsrichter: Risi, Lausanne |

| 16. April 1994 | FC Wil      | 1:0 | FC Monthey | Stadion Bergholz, Wil Zuschauer: 1200 Schiedsrichter: Dafflon, Genf |
| 16. April 1994 | Paradiso 5′ |     |            | Stadion Bergholz, Wil Zuschauer: 1200 Schiedsrichter: Dafflon, Genf |

| 23. April 1994 | FC Monthey  | 1:3 | FC Wil                                  | Stade Municipal, Monthey Zuschauer: 750 Schiedsrichter: Schuppisser, Olten |
| 23. April 1994 | Demerch 52′ |     | 75′ Hafner 87′ Holenstein 89′ Schürmann | Stade Municipal, Monthey Zuschauer: 750 Schiedsrichter: Schuppisser, Olten |

| 30. April 1994 | AC Bellinzona | 0:2                          | FC Wil | Stadio Comunale, Bellinzona Zuschauer: 900 Schiedsrichter: Marti, Luzern |
| 30. April 1994 |               | 18′ Schürmann 90+1′ Berdusco |        | Stadio Comunale, Bellinzona Zuschauer: 900 Schiedsrichter: Marti, Luzern |

| 3. Mai 1994 | FC Wil | 0:0 | FC Grenchen | Stadion Bergholz, Wil Zuschauer: 950 Schiedsrichter: Bettex, Echallens |
| 3. Mai 1994 |        |     |             | Stadion Bergholz, Wil Zuschauer: 950 Schiedsrichter: Bettex, Echallens |

| 7. Mai 1994 | FC Wil               | 2:1 | FC Sursee    | Stadion Bergholz, Wil Zuschauer: 800 Schiedsrichter: Golay, Villars |
| 7. Mai 1994 | Hafner 28′ Fuchs 60′ |     | 24′ Schwizer | Stadion Bergholz, Wil Zuschauer: 800 Schiedsrichter: Golay, Villars |

| 17. Mai 1994 | FC Chiasso             | 1:1 | FC Wil    | Stadio Comunale, Chiasso Zuschauer: 800 Schiedsrichter: Meier, Würenlos |
| 17. Mai 1994 | Marchand 10′ (Penalty) |     | 83′ Fuchs | Stadio Comunale, Chiasso Zuschauer: 800 Schiedsrichter: Meier, Würenlos |

| 21. Mai 1994 | FC Wil                                      | 4:1 | FC Fribourg | Stadion Bergholz, Wil Zuschauer: 1100 Schiedsrichter: Marti, Emmenbrücke |
| 21. Mai 1994 | Schürmann 53′ Hafner 66′ 90+1′ Berdusco 68′ |     | 24′ Bodonyi | Stadion Bergholz, Wil Zuschauer: 1100 Schiedsrichter: Marti, Emmenbrücke |

| 28. Mai 1994 | CS Chênois                       | 3:1 | FC Wil       | Stade des Trois-Chênes, Chêne-Bourg Zuschauer: 500 Schiedsrichter: Kohl, Thörisberg |
| 28. Mai 1994 | Baumann 31′ Ursea 43′ Tarare 52′ |     | 70′ Paradiso | Stade des Trois-Chênes, Chêne-Bourg Zuschauer: 500 Schiedsrichter: Kohl, Thörisberg |

### Cup
| 4./5. September 1993 | FC Rorschach | 1:0 (n. V.) | FC Wil | Sportplatz Pestalozzi, Rorschach |
| 4./5. September 1993 | Grassi 112′  |             |        | Sportplatz Pestalozzi, Rorschach |

## Tabelle

### Qualifikationsrunde (Gruppe Ost)
Die ersten zwei Teams bestritten die Auf-/Abstiegsrunde NLA/NLB, der Rest die NLB-Abstiegsrunde, und bekamen für ihre Platzierung jeweils Bonuspunkte von acht Punkten bis zu einem Punkt.
| Pl.                                                               | Verein          | Sp. | S  | U | N  | Tore    | Diff. | Punkte |
| ----------------------------------------------------------------- | --------------- | --- | -- | - | -- | ------- | ----- | ------ |
| 1.                                                                | FC Schaffhausen | 18  | 13 | 3 | 2  | 041:210 | +20   | 29     |
| 2.                                                                | FC St. Gallen   | 18  | 9  | 5 | 4  | 035:210 | +14   | 23     |
| 3.                                                                | FC Baden        | 18  | 9  | 3 | 6  | 038:300 | +8    | 21     |
| 4.                                                                | AC Bellinzona   | 18  | 8  | 5 | 5  | 033:300 | +3    | 21     |
| 5.                                                                | FC Locarno      | 18  | 7  | 6 | 5  | 023:200 | +3    | 20     |
| 6.                                                                | FC Chiasso      | 18  | 6  | 5 | 7  | 015:230 | −8    | 17     |
| 7.                                                                | FC Winterthur   | 18  | 5  | 5 | 8  | 029:350 | −6    | 15     |
| 8.                                                                | FC Wil          | 18  | 4  | 6 | 8  | 020:220 | −2    | 14     |
| 9.                                                                | FC Gossau       | 18  | 1  | 9 | 8  | 015:290 | −14   | 11     |
| 10.                                                               | FC Sursee       | 18  | 2  | 5 | 11 | 016:340 | −18   | 09     |
| Quelle: Neue Zürcher Zeitung, Stand: Nach der Qualifikationsrunde |                 |     |    |   |    |         |       |        |

### Abstiegsrunde (Gruppe 2)
Die ersten vier Teams verblieben in der NLB, die letzten drei stiegen in die 1. Liga ab. Der fünfte Platz spielte eine Barrage gegen den Fünftplatzierten der anderen Abstiegsgruppe.
| Pl.                                    | Verein        | Sp. | S | U | N  | Tore    | Diff. | Punkte | Bonus | Gesamt |
| -------------------------------------- | ------------- | --- | - | - | -- | ------- | ----- | ------ | ----- | ------ |
| 1.                                     | FC Wil        | 14  | 9 | 3 | 2  | 022:120 | +10   | 21     | 3     | 24     |
| 2.                                     | CS Chênois    | 14  | 6 | 4 | 4  | 018:150 | +3    | 16     | 8     | 24     |
| 3.                                     | FC Grenchen   | 14  | 7 | 5 | 2  | 022:120 | +10   | 19     | 4     | 23     |
| 4.                                     | AC Bellinzona | 14  | 6 | 3 | 5  | 022:170 | +5    | 15     | 7     | 22     |
| 5.                                     | FC Chiasso    | 14  | 4 | 7 | 3  | 017:900 | +8    | 15     | 5     | 20     |
| 6.                                     | FC Monthey    | 14  | 5 | 4 | 5  | 026:200 | +6    | 14     | 6     | 20     |
| 7.                                     | FC Sursee     | 14  | 3 | 3 | 8  | 013:270 | −14   | 09     | 1     | 10     |
| 8.                                     | FC Fribourg   | 14  | 1 | 1 | 12 | 009:370 | −28   | 03     | 2     | 5      |
| Quelle: L’Impartial, Stand: Saisonende |               |     |   |   |    |         |       |        |       |        |